# Intégration par le sport
L'intégration par le sport est un concept politique méritocratique estimant que l'intégration sociale d'un individu dans son environnement peut se faire par la pratique d'un sport.

## Terminologie en français
Si en sociologie, on différencie l'insertion pour le champ social global et l'intégration pour le cas spécifique des enfants de personnes immigrées, dans le domaine du sport, les termes sont utilisés de façon interchangeable. Le terme d'insertion est plus utilisé jusqu'aux années 2000, remplacé par celui d'intégration à partir de 2005.
D'autres termes utilisés sont ceux de prévention, d'éducation ou encore de cohésion sociale par le sport. Certains pays anglophones préfèrent le terme de multiculturalisme sportif, notamment au Royaume-Uni pour parler des jeunes issus de l'immigration indo-pakistanaise.

## Concept
L'idéal méritocratique veut que le don sportif soit réparti au hasard. Cela permettrait une intégration par le sport, qui fait l'objet de politiques publiques et de recherche sociologique. Il suppose que le sport de compétition est intrinsèquement vertueux et éducatif.
Le concept s'applique le plus souvent aux minorités nationales et aux jeunes issus de l'immigration (jeunes Français d'origine maghrébine ou de confession musulmane, en France), de sexe masculin, dans les quartiers défavorisés (banlieues et quartiers sensibles en France, centre-ville aux États-Unis, council estates (en) au Royaume-Uni…). Le terme est aussi parfois utilisé dans le cadre de l'inclusion sociale des personnes handicapées ou de l'égalité de genre.
Il se cantonne souvent à quelques sports dont le football et la boxe, ainsi que l'athlétisme.

### Règles et hygiène de vie
Le sport est présenté comme un environnement qui impose un encadrement, une hygiène de vie et des règles. On reproche à la fois leur paresse et leur agression aux jeunes issus de minorités : l'encadrement précis permet de canaliser l'énergie destructrice et de motiver les jeunes à avoir une activité physique et collaborative qui les préparera au monde du travail. Un sport plus codifié sert à ensigner le vivre-ensemble. 
En 2018, Yannick Noah et d'autres personnalités sportives affirment qu'un « jeune discipliné par le sport est un jeune sauvé ». 
Les jeunes qui pratiquent du sport, en club ou non, ont des meilleures notes et des meilleures carrières que la moyenne. 

### Sentiment d'appartenance
Le sport est vu comme un outil d'identification avec un quartier ou une ville.
Une équipe nationale rencontrant un fort succès à haut niveau sert à raconter un récit national, comme dans beaucoup de pays lorsqu'un succès sportif advient.
Les sportifs naturalisés sont vus comme suspecés d'un attachement circonstanciel au pays qu'ils représentent, contrairement aux enfants d'immigrés nés en France qui bénéficient d'un traitement élogieux et de félicitations pour leur intégration.

### Modèles de réussite
Les jeunes pratiquant le sport voient des personnes « qui leur ressemblent » parmi les sportifs professionnels ou sportifs de haut niveau.

## Historique des politiques publiques
En 1830, le pasteur anglais Thomas Arnold utilise le sport au collège de Rugby pour ses vertus morales et éducatives. Pierre de Coubertin estime lui aussi que les classes populaires peuvent s'insérer grâce à la pratique sportive.
En France, la Fédération sportive et gymnique du travail voit les clubs sportifs comme un moyen de créer du lien social. Cela se traduit dans les politiques publiques sous le régime de Vichy, puis sous Charles de Gaulle, qui estime que « le sport est un moyen exceptionnel d'éducation ».
En 1972, la Grande-Bretagne crée le GB Sports Council, censé servir d'intermédiaire entre le gouvernement et les associations sportives. Ce conseil est rapidement accusé d'élitisme dans la distribution des subventions, se concentrant trop sur le sport d'élite. L'année suivante, l'organisation est revue pour inclure d'autres divertissements que le sport, pour remettre l'accent sur le sport de haut niveau et sur le sport dans les quartiers sensibles (avec une volonté d'intégration par le sport), avant de s'effondrer avec l'élection de Margaret Thatcher à la fin de la décennie, puis de revenir sur le devant de la scène sous John Major qui fait du sport de haut niveau une question d'identité nationale. Cette approche est emblématique de la situation internationale, ainsi que des changements d'orientation gouvernementale qui affectent les politiques publiques.
En France, dans les années 1980, après les premières violences urbaines dans les banlieues françaises, la gauche au pouvoir décide d'investir dans les programmes d'insertion par le sport.
En 1990, en France, un ministère d'État chargé de la politique de la ville est créé. Sous Michel Delebarre puis Bernard Tapie, la politique de la ville soutient la création d'équipements sportifs de proximité et d'animations sportives animées par des policiers et éducateurs dans les quartiers sensibles. En parallèle, des nouvelles formations naissent, avec des nouveaux métiers d'animateurs « socio-sportifs ». L'intégration par le sport se fait par la figure des « grands frères entraîneurs ». En France, l'équipe « Black Blanc Beur » qui gagne la Coupe du monde de football 1998 est saisie par les pouvoirs publics comme un symbole de la France plurielle, tout comme celles de 1958 et de 1984 comme exemple d'intégration au-delà les classes sociales. Après cette victoire, Sami Naïr, conseiller du ministère de l'Intérieur, déclare que « Zidane a fait plus par ses dribbles et ses déhanchements que dix ou quinze ans de politique d'intégration ».
Le 6 octobre 2001, la France et l'Algérie s'affrontent en football. Ce match, destiné à réconcilier deux nations traumatisées par la guerre d'Algérie, est marqué par le sifflement de la Marseillaise par certains supporters algériens et leur envahissement du terrain à la 74e minute, entraînant l'arrêt du match. Cet incident marque selon le sociologue Jean-Marie Brohm la mystification du « sport-intégration ».
En 2006, Jean-François Lamour lance le programme Parcours Animation Sports à destination des jeunes de banlieue en réponse directe aux émeutes de 2005 dans les banlieues françaises. La même année, le Deutscher Sportbund crée un programme spécifique « d'intégration des immigrés par le sport » sous l'égide du ministère de l'Intérieur. 

## Limites des dispositifs
En 2018, 5 % des licences de sport en France sont détenues par des personnes des quartiers populaires, surtout de moins de douze ans. Les taux de pratique sportive dans les zones urbaines sensibles sont trois à quatre fois moins élevés que la moyenne nationale et le choix de sports est très limité.
En France, près de 10 % des zones urbaines sensibles ne comptent aucune infrastructure sportive ; les courts de tennis et piscines sont délaissés au profit des terrains de football et salles de boxe.
Les dispositifs visent très majoritairement les garçons, laissant à l'écart les jeunes filles qui pourraient bénéficier des mêmes soutiens. En effet, ce sont les jeunes hommes des classes populaires des milieux urbains en déshérence qui sont perçus comme une classe dangereuse : les jeunes femmes ne présentant pas de menace pour l'ordre établi, les dispositifs ne leur sont pas ouverts.

## Critiques du concept
L'idéologie du sport naturellement intégrateur semble être un acquis de l'opinion publique et des personnalités politiques, mais est très critiqué par les spécialistes du sujet.

### Mythe de l'intégration naturelle
Le mythe à l'origine du concept de l'intégration par le sport veut que des minorités ethniques aient été « naturellement » intégrées au sport de haut niveau.
Des clubs sportifs se retrouvent à avoir une très large majorité de personnes partageant les mêmes « origines », attestant d'un certain entre-soi sportif plutôt que de l'intégration. Cet entre-soi peut être volontaire et militant ou contraint par les conditions sociales et géographiques, bien que la seconde situation soit plus commune. 

### Pratique du sport seule
La seule pratique du sport ne produit pas un comportement citoyen et éthique au-delà des limites du stade. Elle doit s'accompagner de mesures d'éducation et d'accompagnement social.

### Accent sur le sport de haut niveau
Les moyens financiers alloués au sport partent souvent sur le sport d'excellence et les grands équipements plutôt que sur la pratique quotidienne dans les communes et quartiers en difficulté. De nombreux commentateurs regrettent l'absence de pédagogie sur le sport comme pratique de loisir ou de santé, ce qui nuit à la pratique quotidienne d'une activité physique. En parallèle, en France, 3 % des jeunes en centre de formation de football deviennent professionnels, soit moins que de jeunes qui deviennent médecins dans le même milieu.
Des compétitions hors fédérations peuvent aussi être organisées en parallèle des compétitions officielles, vues comme trop élitistes. Le sport de rue, auto-organisé, est sain et plus structurant que le sport compétitif.
La pratique du sport à haut niveau chez les adolescents présente des risques de violence physique ou de troubles anxiodépressifs. De plus, les nouvelles disciplines sportives servent parfois plutôt à financer les personnes les plus favorisées au sein du quartier défavorisé ciblé, augmentant leur avantage.

### Prétexte pour cacher les problèmes
Si les sportifs célèbres issus de milieux défavorisés ou de minorités sont des exemples de réussite, ils tendent à cacher la réalité des personnes en difficulté d'insertion socio-professionnelle. Les sportifs de haut niveau sont souvent enlevés de leur milieu d'origine et envoyés dans des institutions sportives spécialisées dès l'enfance ou l'adolescence, ce qui enlève une part de l'importance de leur milieu social d'origine.
Le rap souffre du même problème : le sport et le rap sont utilisés comme solution à tous les problèmes des banlieues.

### Instrumentalisation des minorités

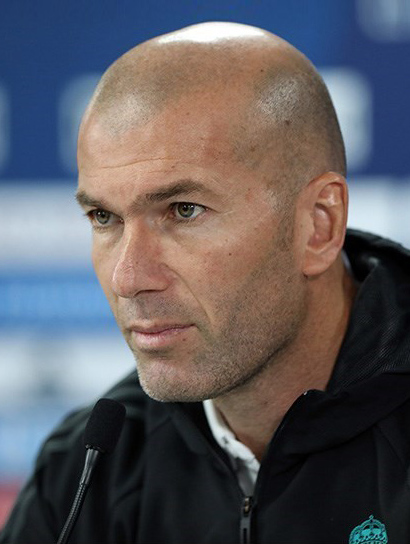
Zinédine Zidane est souvent cité contre son gré comme exemple d'intégration par le sport.

Zinédine Zidane s'oppose publiquement à ce qu'on le cite comme un exemple d'intégration par le sport pendant sa carrière sportive, répétant qu'il ne porte pas de message politique,.